# Cession d'une clientèle civile
La question de la licéité de la cession d’une clientèle civile a été l’objet d’une jurisprudence constante tout au long du XIXe et du XXe siècles ; une telle cession était illicite. À l’aube du XXIe siècle, la Cour de cassation a modifié sa jurisprudence par un arrêt de la première chambre civile du 7 novembre 2000, en précisant « […] si la cession de la clientèle médicale, à l’occasion de la constitution ou de la cession d’un fonds libéral d’exercice de la profession, n’est pas illicite, c’est à la condition que soit sauvegardée la liberté de choix du patient […] »
Il est important de se pencher sur les raisons de ce revirement de jurisprudence. La première question que l’on doit se poser concerne la clientèle civile. Celle-ci peut-elle être considérée comme un bien, un élément de patrimoine ? Si on répond à cette question par la négative, on comprend alors que cette cession est illicite. C’est ce qu’il faudra examiner ensuite : comment la position de la Cour de cassation était justifiée théoriquement avant cet arrêt, et quels sont les fondements de sa nouvelle position.

## La clientèle civile peut-elle être considérée comme un bien?
Premièrement il faut revenir sur la définition que l’on donne au mot de « clientèle ». Si la clientèle est considérée comme un regroupement d’individus, elle est alors hors du commerce et ne peut être cédée. Si, par contre, elle est définie par des éléments matériels, la cession de clientèle peut être considérée comme licite. Enfin on doit s’interroger sur le rôle que tient la personne du professionnel libéral dans la relation client/professionnel

### La définition du terme de clientèle
Intuitivement, on se représente la clientèle civile comme un ensemble de clients, « une communauté d’hommes et de femmes » . Une telle définition empêche l’assimilation de la clientèle à une chose, et l’exclut du commerce. L’ancien article 1128 du Code civil précisant « Il n'y a que les choses qui sont dans le commerce qui puissent être l'objet des conventions. ».
Cependant cette conception de la clientèle ne prévaut pas dans le cas d’une clientèle commerciale. En effet celle-ci peut être cédée comme élément constitutif du fonds de commerce. La clientèle commerciale est définie non pas comme un ensemble d’individus, mais comme le ou les facteurs attractifs de clients. On considère que les clients sont séduits par des éléments objectifs : emplacement géographique, qualité des conditions dans lesquelles la marchandise est vendue.... Cette définition permet de considérer celle-ci comme une chose dans le commerce et de reconnaître par la même sa valeur économique.
C’est cette dernière définition, qui ne relève pas du sens commun, que retient le Vocabulaire juridique de G. Cornu, la clientèle est « l’ensemble des relations d’affaires habituelles ou occasionnelles qui existent et seront susceptibles d’exister entre le public et un poste professionnel (…) dont ils constituent l’élément essentiel et qui généralement trouvent leurs sources dans des facteurs personnels et matériels conjugués » .
« La clientèle est finalement un espoir de contrat futur et renouvelé » (Roblot).
Si cette définition semble convenir à la clientèle commerciale, peut-il en être de même pour les clientèles civiles ? Le rôle du professionnel libéral n’est-il pas trop important pour réduire la relation des clients à de simples éléments matériels ?

### Le rôle de l'intuitu personae
L’existence d’une clientèle civile tient pour une grande part dans la relation de confiance particulière inspirée par la personne du médecin, de l’avocat, etc. Une telle relation de confiance est difficilement transmissible. Le lien entre professionnel libéral et clientèle est donc un lien intuitu personae. Il est de ce fait incompatible avec la cession d’une clientèle civile.
Cependant on peut contester cette vision dichotomique de la relation professionnel/clients, opposant d’un côté les relations commerciales fondées uniquement sur des éléments matériels, et de l’autre des liens fondés uniquement sur la confiance. Comme le souligne Sonia Koleck-Desautel dans son commentaire de l’arrêt du 7 novembre « S’il a été relevé que la part d’intuitu personae est généralement plus grande dans les relations établies entre un médecin et son patient qu’entre l’exploitant d’un fonds de commerce et sa clientèle (…) la personne d’un cuisinier ou d’un couturier est souvent plus déterminante pour la clientèle que celle d’un médecin exerçant dans l’imagerie médicale, dont les patients ignorent jusqu’au nom » .
La différence dans l’importance de l’intuitu personae entre clientèle commerciale et clientèle civile est donc ténue. De plus, cette différence a tendance à s’atténuer aujourd’hui. La multiplication des recours à un professionnel libéral entraîne qu’un client s’adresse à tel ou tel médecin ou avocat en raison de sa proximité géographique ou de sa disponibilité du moment, plus que pour sa personne propre.
À partir de cette approche, on comprend mieux le revirement de jurisprudence de la Cour de cassation. Ce revirement ne serait que le reflet de l’évolution sociologique.

## La licéité de la cession d’une clientèle civile
Nous reviendrons tout d’abord sur la jurisprudence qui prévalait avant le 7 novembre 2000, notamment en expliquant la justification doctrinale de cette différence de traitement entre clientèles civiles et commerciales. Nous nous intéresserons ensuite plus avant à l’arrêt de la Cour de cassation et à ces conséquences pratiques.

### Jurisprudence duXIXesiècleet duXXesiècle
Avant le 7 novembre 2000, la jurisprudence concernant la cession de la clientèle civile était constante, et plus que centenaire. Dès le 25 février 1846, le Tribunal civil de la Seine avait déjà statué que la confiance étant le seul lien entre le patient et son médecin, il ne pouvait être l'objet d'une obligation contractuelle. Le 19 octobre 1999 encore, la Cour de cassation avait rendu un arrêt en ce sens.
Cependant l’interdiction de cession de la clientèle civile était détournée à l’aide de contrats de « présentation à clientèle », combinés à des clauses d’engagement de non-concurrence. Le prix de ces diverses prestations correspondait en fait à la valeur de la clientèle. La différence entre la cession illicite de la clientèle et le contrat de présentation licite reposait sur deux éléments. En premier lieu l’ancien titulaire d’une clientèle civile ne pouvait être tenu que par une clause de non-concurrence d’origine volontaire, l’existence d’une telle clause dans un contrat de présentation ayant été validée par la jurisprudence. L’autre point important était que le contrat de présentation était considéré non pas comme un contrat de vente, mais comme un contrat de service, ce qui n’entrait pas en contradiction avec une vision « personnalisante » de la clientèle. Une autre subtilité doctrinale consistait à considérer ces contrats comme des contrats aléatoires, répondant à l’article 1964 du Code civil : « Le contrat aléatoire est une convention réciproque dont les effets, quant aux avantages et aux pertes, soit pour toutes les parties, soit pour l'une ou plusieurs d'entre elles, dépendent d'un événement incertain. ». L’élément incertain étant le report ou non de la confiance des clients sur le successeur, préservant ainsi la liberté de choix du client.
Les limites de cette construction doctrinale sont devenues apparentes au fil des arrêts rendus par la Cour de cassation. Le 29 avril 1954 était admise la valeur de la clientèle civile dans le cadre d’une communauté civile en liquidation. Le 9 mai 1961, était reconnu le droit aux héritiers d’un professionnel titulaire d’une clientèle civile de présenter la clientèle au successeur de celui-ci contre rémunération. Enfin la loi du 29 novembre 1966 relative aux sociétés civiles professionnelles admettait l’apport en nature du droit de présentation de la clientèle.
La clientèle civile était donc largement patrimonialisée lorsque la Cour de cassation a rendu son arrêt le 7 novembre 2000.

### Arrêt du 7 novembre 2000
L’arrêt du 7 novembre 2000, qui consacre l’entrée de la clientèle civile dans le commerce juridique, peut donc être vu comme l’aboutissement logique d’un processus depuis longtemps amorcé. Certains auteurs ont des mots très durs concernant l’ancienne jurisprudence, Sonia Koleck-Desautel évoque ainsi « la fin d’une hypocrisie juridique » .
Il est intéressant de remarquer que, comme elle le fait souvent, la Cour de cassation a posé cette solution innovante, alors qu’elle n’était d’aucune utilité dans le litige en cause. Dans le cas d’espèce, la Cour de cassation rejette le pourvoi, confirmant l’annulation d’un contrat entre deux médecins par les juges du fond. Cependant elle ne le fait pas sur la constatation de cession d’une clientèle civile qui « n’est pas illicite », mais pour que « soit sauvegardée la liberté de choix du patient. ».
Dans cet arrêt, la Cour de cassation évoque l’existence d’un « fonds libéral d’exercice », sans le définir explicitement, mais qui renvoie au concept de « fonds de commerce ».
La Cour de cassation rompt donc avec l’idée d’extra commercialité de la clientèle civile. Cette jurisprudence nouvelle a été confirmée dans un arrêt de la première chambre civile de la Cour de cassation du 30 juin 2004. Là encore la cession a été déclarée illicite au motif qu’elle ne préservait pas la liberté de choix des patients.
Néanmoins, de nombreuses questions demeurent quant aux conséquences pratiques de cet arrêt. La principale interrogation concerne l’assimilation totale ou partielle de la clientèle civile à la clientèle commerciale, avec toutes les conséquences qui pourraient en découler : peut-on pratiquer une location gérance d’un fonds civil ? La cession d’un tel fonds doit-elle être publiée comme une vente de fonds de commerce ? Peut-on nantir le fonds libéral d’exercice ? La jeunesse de l’arrêt de la Cour de cassation et l’absence d’arrêt précisant la portée de cette nouvelle jurisprudence laissent ces questions ouvertes.